# イェソンダ (小惑星)
イェソンダ (549 Jessonda) は小惑星帯に位置する小惑星。ハイデルベルクでドイツの天文学者マックス・ヴォルフが発見した。
ドイツの作曲家ルイ・シュポーアのオペラ『イェソンダ』に因んで命名された。